# Lomefloxacina
La  lomefloxacina (già nota nella fase di sperimentazione con la sigla NY-198) è una molecola appartenente alla classe dei chinoloni di terza generazione che si caratterizza per la presenza di un gruppo C-metile nella posizione 3 della porzione piperazinica. Viene utilizzata come farmaco in una ampia varietà di infezioni principalmente delle vie urinarie e delle vie respiratorie.

## Farmacodinamica
Lomefloxacina è un chinolone difluorurato che agisce contro una vasta gamma di batteri aerobi Gram-positivi e Gram-negativi responsabili di infezioni localizzate alle vie urinarie e alle basse vie respiratorie.
La lomefloxacina agisce inibendo in modo selettivo sia la DNA–girasi (nota anche come topoisomerasi II) che la topoisomerasi IV. Questi due enzimi permettono alla cellula batterica di espletare i processi di duplicazione, trascrizione e riparazione dell'acido deossiribonucleico (DNA).
La topoisomerasi IV separa le catene di DNA che deve essere replicato (cioè duplicato), prima dell'inizio della divisione cellulare batterica. Se l'enzima viene bloccato il DNA non può essere separato, e ciò interrompe il processo di replicazione delle molecole dell'acido deossiribonucleico, il batterio quindi non può più dividersi né replicarsi.
La DNA girasi determina invece il superavvolgimento del DNA: quest'ultimo processo è cruciale per permettere alla molecola di rientrare nelle cellule di nuova formazione. In assenza del superavvolgimento si determina l'accumulo, all'interno della cellula batterica, di DNA in forma despiralizzata. È evidente come il concorrere di entrambi i meccanismi enzimatici porti quindi alla morte del batterio. 
Studi in vitro hanno evidenziato l'attività di lomefloxacina nei confronti di Branhamella catarrhalis, Campylobacter, Enterobacter, Escherichia coli, Haemophilus influenzae e parainfluenzae, Klebsiella pneumoniae, Legionella pneumophila, Neisseria gonorrhoeae e meningitidis, Proteus, Pseudomonas, Salmonella typhi, Shigella dysenteriae, Serratia, Vibrio cholerae e Yersinia enterocolitica.

Il farmaco è inoltre attivo sui seguenti batteri Gram-positivi: Staphylococcus specie, incluso S. aureus ed epidermidis.
La maggior parte dei ceppi di streptococchi incluso Streptococcus pneumoniae, e i batteri anaerobi tra cui Bacteroides fragilis e C. difficile sono poco sensibili o resistenti al farmaco.
Come per altri chinoloni l'azione battericida di lomefloxacina deriva dall'interferenza della molecola con l'attività dell'enzima batterico DNA girasi. Tale enzima è necessario per la decatenazione e quindi la trascrizione e la duplicazione delle molecole dell'acido deossiribonucleico (DNA) dei batteri.

## Farmacocinetica
A seguito di somministrazione orale lomefloxacina è rapidamente e ben assorbita dal tratto gastrointestinale. La biodisponibilità assoluta è di circa il 98%, ma come nel caso di altri fluorchinoloni, viene ad essere ridotta dalla contemporanea assunzione di medicamenti antiacidi. La massima concentrazione plasmatica (Cmax) è raggiunta a distanza di circa 1-2 ore dalla assunzione.

L'emivita di eliminazione è intorno alle 8 ore. Lo steady-state è raggiunto dopo circa 2 giorni dall'inizio della terapia e non si rilevano fenomeni di accumulo.
Nei soggetti con normale funzionalità renale circa il 65% della dose somministrata per os viene eliminata nell'urina in forma immodificata. Il 10% circa della dose somministrata è rintracciabile nelle urine come metabolita glucoronato. Sempre un 10% circa può essere recuperato immodificato nelle feci.

Il legame con le proteine plasmatiche di lomefloxacina è piuttosto basso (11-15%).

## Usi clinici
Lomefloxacina viene utilizzata nel trattamento delle infezioni del rene e delle vie urinarie, delle infezioni prostatiche e delle basse vie respiratorie (bronchiti acute e croniche e polmoniti) causate da microorganismi sensibili ed in particolare batteri gram negativi.

## Effetti collaterali ed indesiderati
In corso di trattamento si possono verificare cefalea, capogiri, nausea, dolore addominale, diarrea, nervosismo, insonnia, confusione mentale e difficoltà respiratoria.
Meno frequentemente si possono verificare reazioni da ipersensibilità, astenia, anoressia, depressione, incremento dei valori ematici delle transaminasi sieriche (AST ed ALT), della bilirubina e della fosfatasi alcalina. Sono stati segnalati anche casi di trombocitopenia, anemia emolitica, insufficienza renale od epatica.

## Controindicazioni
Lomefloxacina è controindicata nei soggetti con ipersensibilità nota al principio attivo o a qualunque eccipiente della forma farmaceutica. È inoltre controindicato nei soggetti con storia di precedente tendinopatia durante un trattamento con fluorochinolonici.

## Dosi terapeutiche
Negli adulti il dosaggio normale di lomefloxacina è pari a 400 mg (equivalente ad una compressa) una volta al giorno, preferibilmente lontano dalla assunzione di cibo. La durata del trattamento varia a seconda della gravità dell'infezione, delle condizioni cliniche del paziente e dei microrganismi potenzialmente coinvolti nel processo infettivo.

In generale nelle infezioni semplici delle vie urinarie e delle basse vie respiratorie il trattamento deve essere continuato per 7-10 giorni. Nelle infezioni complicate delle vie urinarie il trattamento è bene prosegua per almeno 14 giorni.

## Gravidanza e allattamento
Il farmaco non deve essere somministrato alle donne in stato di gravidanza.
Non esistono studi scientifici inerenti alla secrezione di lomefloxacina nel latte umano, ma studi sui ratti hanno confermato l'esistenza di tale secrezione nel latte. Per tale motivo è bene non somministrare lomefloxacina durante l'allattamento.